# Chandra Sturrup
Chandra Sturrup, född den 12 september 1971, är en friidrottare från Bahamas som tävlar på 60, 100 och 200 meter.

## Individuella meriter
Sturrup deltog som junior vid VM både på 100 och 200 meter utan några större framgångar. Hennes bästa resultat var när hon blev sexa på 200 meter vid VM för juniorer 1990. Som senior deltog hon vid Olympiska sommarspelen 1996 där hon sprang 100 meter och slutade på fjärde plats på tiden 11,00. 1997 deltog hon vid inomhus VM i Paris och slutade tvåa på 60 meter efter USA:s Gail Devers. Under 1998 vann hon guld på 100 meter vid Samväldesspelen. Hon deltog vidare vid VM 1999 i Sevilla där hon slutade sjua på 100 meter på tiden 11,06.
Under 2000 deltog hon vid Olympiska sommarspelen i Sydney där hon sprang 100 meter på 11,21 vilket räckte till en sjätte plats. Under 2001 blev hon världsmästare inomhus på 60 meter vid VM i Lissabon. Hennes första individuella medalj vid ett världsmästerskap utomhus vann hon vid VM 2001 i Edmonton då hon slutade trea på 100 meter på tiden 11,02. De enda som kom före henne var Zjanna Pintusevitj-Block och Ekaterini Thanou. Ursprungligen slutade hon fyra men tvåan i tävlingen Marion Jones fråntogs senare medaljen på grund av doping. 
Vid VM 2003 i Paris blev hon återigen trea denna gång bakom Torri Edwards och Pintusevitj-Block på tiden 11,02. Hon deltog även vid Olympiska sommarspelen 2004 i Aten där hon blev utslagen i semifinalen. Bättre gick det vid VM 2005 i Helsingfors där hon slutade på fjärde plats.
Efter Helsingfors har hon haft svårt att få framskjutna placeringar. Vid VM 2007 och vid Olympiska sommarspelen 2008 blev hon utslagen i semifinalen.

## Meriter i stafett
Som en del av Bahamas stafettlag, på 4 x 100 meter, har hon vunnit såväl Olympiskt guld som VM-guld. Vid VM 1999 sprang hon tillsammans med Savatheda Fynes, Pauline Davis-Thompson och Debbie Ferguson på 41,92 vilket räckte till guldet förre Frankrike och med Jamaica som trea. Samma lag deltog vid Olympiska sommarspelen 2000 och vann på tiden 41,95 före Jamaica. 

## Personliga rekord
- 60 meter inomhus - 7,05 (från 2001)
- 100 meter utomhus - 10,84 (från 2005)
- 200 meter utomhus - 22,33 (från 1996)
- 200 meter inomhus - 23,29 (från 1997)